# Coopers Town
Coopers Town is de hoofdstad van het eiland Great Abaco, het op een na grootste eiland van de eilandenstaat de Bahama's. Met ongeveer 5.700 inwoners (1990) is het de derde plaats van de Bahama's. De plaats vormt de noordelijkste woonkern van de Bahama's en ontstond in de jaren 70 van de 19e eeuw toen de familie Cooper van Grand Bahama hierheen trok. De eerste inwoners leefden vooral van het verbouwen van grapefruit en het oogsten van zeesponzen, maar deze bezigheden verdwenen langzamerhand gedurende de 20e eeuw.
Een bekende inwoner is minister-president Hubert Ingraham van de Bahama's.